# Andrea Pallaoro

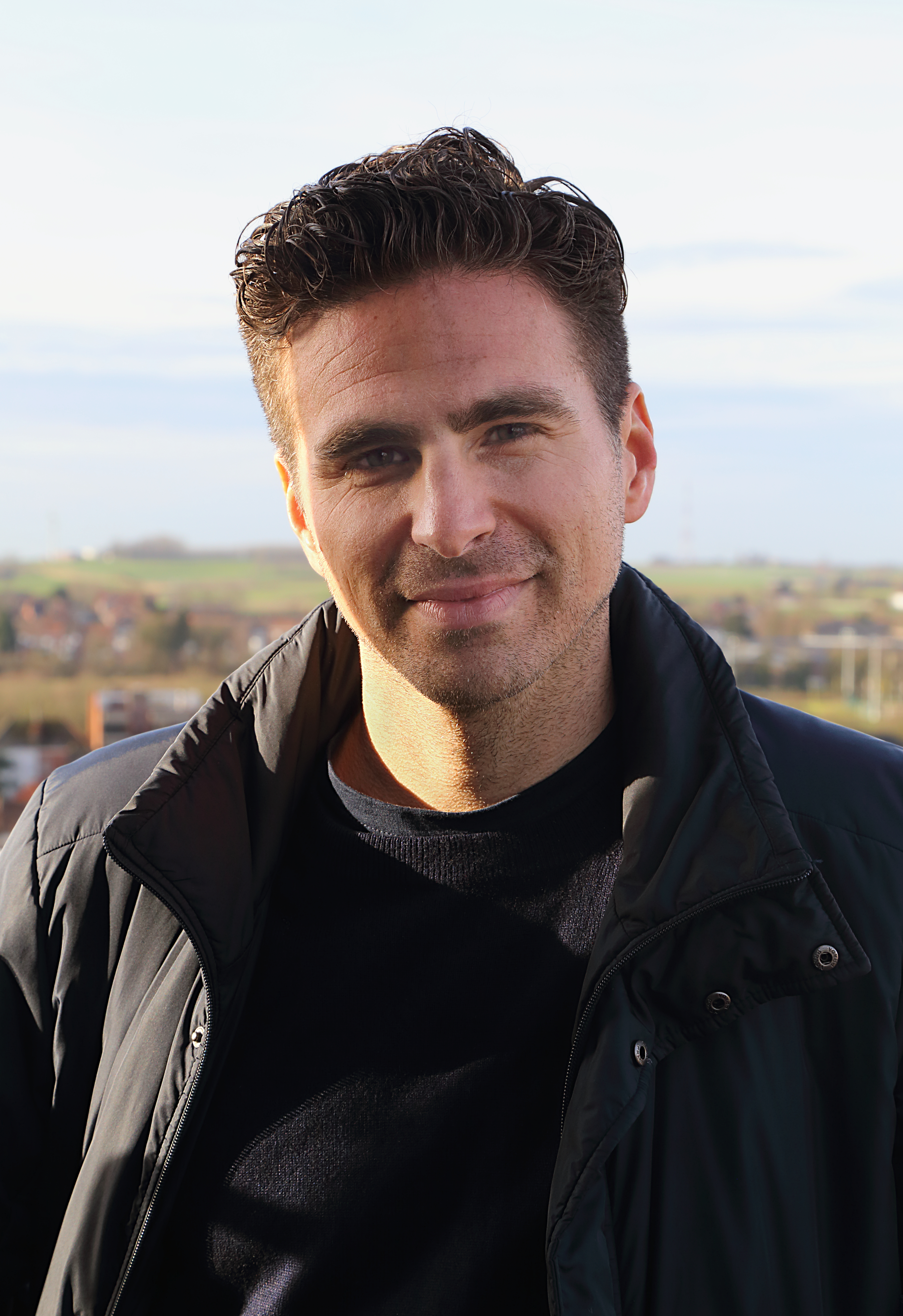
Andrea Pallaoro

Andrea Pallaoro (nascido em 6 de fevereiro de 1982) é um diretor de cinema e roteirista.
Seu filme Medeas estreou no 70º Festival anual de Veneza. O filme investiga a alienação e sua relação com a intimidade. Pallaoro ganhou o prêmio de Melhor Diretor no Festival de Cinema de Marrakech para Medeas. Medeas ganhou o prêmio New Voices / New Visions no Festival Internacional de Cinema de Palm Springs em 2013. Chayse Irvin recebeu o prêmio de melhor estreia do cinematógrafo para Medeas no Camerimage, o festival de cinema internacional de 2013 da arte da cinematografia.
Seu curta-metragem Wunderkammer ganhou seis prêmios internacionais e foi selecionado na competição oficial de mais de cinquenta festivais de cinema ao redor do mundo. Medeas marca a estréia na direção de longa-metragem de Pallaoro.
Pallaoro é formada em direção de cinema pelo Instituto de Artes da Califórnia e bacharel pelo Hampshire College. Ele nasceu em Trento, tália, e atualmente vive e trabalha em Los Angeles. Em 2013, ele foi premiado com uma Residência Yaddo, que é uma permissão para morar e trabalhar em uma comunidade de artistas localizada em Saratoga Springs, no estado de Nova Iorque.

## Filmografia
- Wunderkammer (2008) (curta metragem)
- Medeas (2013)
- Hannah (2017)
- Monica (2022)

## Premiações
- 2013 : Best Innovative Budget Award no Festival de Cinema de Veneza 2013 por Medeas
- 2013 : Prêmio de melhor diretor no Festival internacional de filme de Marrakech por Medeas
- 2013 : Prêmio Parajanov - Best Film Aesthetics and Visuals no Festival internacional de filme de Tbilissi por Medeas
- 2014 : Grande Prêmio do juri New Voices/New Visions no Festival internacional de filme de Palm Springs por Medeas
- 2014 : Melhor atriz (Catalina Sandino Moreno) e prêmio especial do juri pela melhor fotografia (Chayse Irvin) no Nashville Film Festival por Medeas